# Barweiler
Barweiler là một xã thuộc huyện Ahrweiler, trong bang Rheinland-Pfalz, phía tây nước Đức. Xã Barweiler có diện tích 8,52 km², dân số thời điểm ngày 31 tháng 12 năm 2006 là 480 người.